# Корнєєв Андрій Миколайович
Андрій Миколайович Корнєєв (рос. Корнеев, Андрей Николаевич нар. 10 січня, 1974, Омськ, Російська РФСР  — 2 травня 2014, Москва, Росія) — російський плавець, бронзовий призер Олімпійських ігор 1996 року, триразовий чемпіон Європи.

## Біографія
Андрій Корнєєв народився 10 січня 1974 року в місті Омськ. Тренувався під керівництвом  Надії Ащепкової.
Першим вагомим досягненням у кар'єрі спортсмена стала бронзова медаль чемпіонату Європи 1993 року на дистанції 200 метрів брасом. Через два роки Корнєєв став чемпіоном Європи на цій дистанції, а також виграв золоту медаль в комплексній естафеті 4x100 м.
Найбільше досягнення у своїй кар'єрі спортсмен здобув у 1996 році. На Олімпійських іграх в Атланті він виступив на дистанції 200 метрів брасом. У фінальному запливі Корнєєв поступився лише угорським плавцям Норберту Рожа та Карою Гюттеру, ставши бронзовим призером змагань.
Протягом наступного олімпійського циклу продовжував успішно виступати. У 1997 році на Чемпіонаті Європи виграв дві медалі (золото в комплексній естафеті 4x100 м, а також срібло на дистанції 200 метрів брасом), а також став бронзовим призером чемпіонату Європи на короткій воді. У 1998 році Корнєєв став світовим рекордсменом на дистанції 200 метрів брасом на короткій воді. Його результат 2:07,79 був найкращим у світі до 2000 року, коли Роман Слуднов зумів його перевершити.
У 1998 році закінчив Російську державну академію фізичної культури. Помер 2 травня 2014 року від раку шлунка. 

## Виступи на Олімпіадах
| Олімпіада    | Дисципліна   | Місце |
| ------------ | ------------ | ----- |
| Атланта 1996 | 200 м брасом | 3     |